# Râul Chari
Chari sau Shari este un râu în partea centrală a Africii, cea mai importantă apă curgătoare din Ciad, precum și cea mai mare care se varsă în lacul Ciad. Străbate o distanță de 949 km din nord vestul Republicii Centrafricane până la lacul Ciad. Împreună cu afluentul său Logore, Chari este responsabil pentru 98% din apele lacului. Râul este lat și relativ adânc pe numai pe parcursul ultimilor săi 70 km, în rest arată ca un râu nămolos, care roiește de agenți patogeni.   